# Bathysphyraenops
Bathysphyraenops är ett släkte av fiskar. Bathysphyraenops ingår i familjen Howellidae.
Kladogram enligt Catalogue of Life:
| Bathysphyraenops | \| \| Bathysphyraenops declivifrons \| \| \| \| \| \| Bathysphyraenops simplex \| \| \| \| |
|                  | \| \| Bathysphyraenops declivifrons \| \| \| \| \| \| Bathysphyraenops simplex \| \| \| \| |
|                  | Howella                                                                                    |
|                  |                                                                                            |
|                  | Pseudohowella                                                                              |
|                  |                                                                                            |
|                  | Bathysphyraenops declivifrons                                                              |
|                  |                                                                                            |
|                  | Bathysphyraenops simplex                                                                   |
|                  |                                                                                            |

|  | Bathysphyraenops declivifrons |
|  |                               |
|  | Bathysphyraenops simplex      |
|  |                               |